# Coregonus palaea
Coregonus palaea es una especie de pez de la familia Salmonidae en el orden de los Salmoniformes.

## Distribución geográfica
Se encuentra en Europa: lagos  Neuchâtel,  Bienne y  Morado en Suiza.